# イゴール・コナシェンコフ
イゴール・エフゲニエヴィチ・コナシェンコフ（ロシア語: Игорь Евгеньевич Конашенков、1966年5月15日 - ）は、ロシア連邦の軍人。2015年からロシア国防省報道官。ロシア陸軍中将。

## 経歴

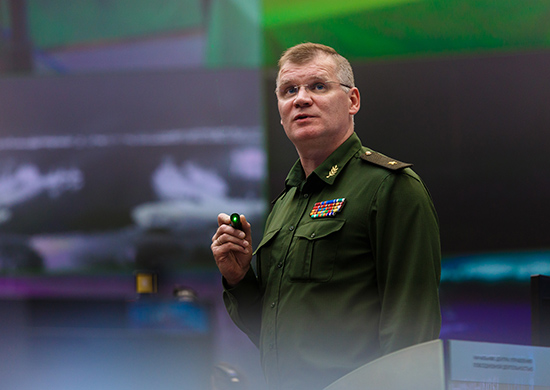
ブリーフィング中のコナシェンコフ報道官（2015年10月5日）

1966年5月15日にモルダヴィア・ソビエト社会主義共和国キシナウで誕生する。1988年にジトーミル高等軍事学校工学部を卒業後、ソビエト連邦防空軍で勤務し、1998年にジューコフ航空宇宙防衛軍事アカデミーを卒業した。
2003年から2005年まで北カフカーズ軍管区の広報部門の責任者となり、2005年には広報部門の司令官補佐官となった。2006年にロシア連邦軍参謀本部軍事アカデミーを卒業。
2011年から2017年にかけてロシア国防省広報・情報部門の責任者を務め、2017年3月以降は報道・情報部門の責任者となっている。また、2015年からはシリア内戦でのロシアの軍事作戦での報道官を務め、国際的にその名が知られた。
2022年のウクライナ侵攻においても報道官を担当し、侵攻最中の2022年6月上旬にウラジーミル・プーチン大統領の命で少将から中将に昇進したが、その発表内容には矛盾が含まれ、戦果を水増ししていると指摘されている。同年4月9日には欧州連合より制裁対象に指定された。
記者会見時にはメガネを着用している。

## 栄典
- 3等祖国貢献勲章（英語版）
- 4等祖国貢献勲章
- アレクサンドル・ネフスキー勲章（英語版）
- 勇気勲章（英語版）
- 軍事功績勲章（英語版）
- 名誉勲章（英語版）
- 友好勲章（英語版）
- ソビエト連邦スポーツマスター（ロシア語版）